# Guglielmazzo Sanudo
Guglielmazzo Sanudo (zm. XIV w.) – wenecki władca Gridii na wyspie Andros. 

## Życiorys
Był synem Marco Sanudo. Jego synem był Niccolò II Sanudo, władca Księstwa Naksos w latach 1364-1371.